# BLACK DIAMOND (ダンスボーカルグループ)
BLACK DIAMONDは、日本の女性ダンスボーカルグループ、パフォーマンスユニット。2023年結成。所属レーベルはDiamond Music。

## 略歴
2022年9月にオーディションを行い、2023年3月21日、デジタルシングル『Super Duper』と『hungry spider』の2曲同時リリースでデビューを果たす。
クリエイター陣は歌詞に恋愛系カリスマシンガー・8utterfly、トラック制作にはBLACC HOLEが関わり、トータルアートワークには五十嵐LINDA渉が関わる。世界を目指すという意味合いからトリリンガルシンガーで元セクシー女優である沖田杏梨ことANRIが最初のオーディションで決定したため、この流れから他のメンバーはセクシー女優で揃えられた。このうちL.V、MARYはもともと友人関係であった。
コンセプトは“女性のエンパワーメント”であり、「歌とダンスパフォーマンスで女性に勇気と希望を与えるべく、世界に向けて発信するプロジェクト」とされている。
デジタルデビュー日となる3月21日にはオフィシャルYouTubeチャンネルにて生配信が行われた。
2023年5月17日には、初のショーケースライブをZeppHanedaで開催。
2023年12月22日、制作上の都合により、2024年1月発売予定だった1stアルバムの発売延期を発表。
2024年1月24日、5週連続新曲リリース企画をスタート。同日にその第1弾配信シングル「Gain」、1月31日に第2弾配信シングル「Rope」、2月7日に第3弾配信シングル「Toxic」、2月14日に第4弾配信シングル「Ecstasy」、2月21日第5弾配信シングル「GetDown」をリリース。
2024年2月26日、Zepp DiverCityにて初ワンマンライブを開催。ライブ直前にARISが脱退したため残りメンバーでライブを敢行。またサポートメンバーとしてMARIAが参加することをライブ内で発表した。
2024年5月15日、1stアルバム『SHINING DIAMONDS』を発売。またアルバム発売を記念して『SHINING DIAMONDS リリース記念 YOUTUBE LIVE』を公式YouTubeチャンネルで配信した。
2024年11月1日、MIIROがプロジェクト脱退。2025年1月よりDJのACE1が音楽プロデューサーに就任。
2025年3月、MARYが、BLACK DIAMONDを卒業。同年4月にMarilynが加入し、グループコンセプトを『花魁〜oiran』に変更。同月17日にはデジタルシングル『ByeByBye』をリリース。
2025年7月19日、体調不良によりANRIが当面のステージ出演を見合わせることを発表。5月よりRENA加入。RENAはL.Vとともに別動隊ユニット・バイオレットダイアモンドとしても活動。なお8月8日のライブをもってRENAが産休となる。
8月12日、RIONA（広瀬りおな）、RUNA（霜月るな）の加入を発表。

## メンバー
| 名前    | よみ     | 出身地                 | 加入日    | 備考                                         |
| ------- | -------- | ---------------------- | --------- | -------------------------------------------- |
| ANRI    | あんり   | イギリス・バーミンガム | 2023年    | 元恵比寿★マスカッツ                          |
| L.V     | エルヴィ | 東京都                 | 2023年    | 元恵比寿マスカッツ(初代)                     |
| Marilyn | まりりん |                        | 2025年4月 | 元恵比寿★マスカッツ                          |
| RENA    | れな     |                        | 2025年5月 | れーにゃ、水乃渚月としても活動。ギター担当。 |
| RIONA   | りおな   |                        | 2025年8月 | 元恵比寿マスカッツ                           |
| RUNA    | るな     |                        | 2025年8月 |                                              |

### サポートメンバー
| 名前  | よみ   | 出身地 | 加入日 | 備考                                            |
| ----- | ------ | ------ | ------ | ----------------------------------------------- |
| MARIA | マリア | 愛知県 |        | 2024年2月26日のワンマンライブでサプライズ出演。 |

### 元メンバー
| 名前  | よみ     | 出身地 | 加入日 | 備考                                                  |
| ----- | -------- | ------ | ------ | ----------------------------------------------------- |
| ARIS  | ありす   | 千葉県 | 2023年 | 元マシュマロd3d＋ 2024年2月のワンマンライブ直前に脱退 |
| MIIRO | みいろ   | 東京都 | 2023年 | 2024年11月1日、脱退                                   |
| MARY  | めありー | 東京都 | 2023年 | 元ギンギン♂ガールズ 2025年3月卒業                     |

## 作品

### 配信シングル
- Super Duper（2023年3月21日）
- hungry spider（2023年3月21日）
- SING YOUR DREAM（2023年5月17日）[21]
- I’ll Shine（2023年10月22日）[22]
- Gain（2024年1月24日）[6]
- Rope（2024年1月31日）[7]
- Toxic（2024年2月7日）[8]
- Ecstasy（2024年2月14日）[9]
- GetDown（2024年2月21日）[10]

### タイアップ
| 曲名            | タイアップ                                     |
| --------------- | ---------------------------------------------- |
| SING YOUR DREAM | YouTube 恋愛サウナカー「LOVE BOX」テーマソング |